# Scelio tristis
Scelio tristis är en stekelart som beskrevs av Nixon 1958. Scelio tristis ingår i släktet Scelio och familjen Scelionidae. Inga underarter finns listade i Catalogue of Life.